# Villahermosa del Campo
Villahermosa del Campo ist ein Ort und eine Gemeinde (municipio) mit nur noch 93 Einwohnern (Stand: 2024) im äußersten Norden der Provinz Teruel in der autonomen Region Aragonien im östlichen Zentrum von Spanien. Die Gemeinde gehört zur bevölkerungsarmen Serranía Celtibérica.

## Lage und Klima
Der Ort Villahermosa del Campo liegt in den Bergen der Sierra de Cucalón auf dem Westufer des Río Huerva in ca. 955 m Höhe und ist ca. 104 km (Fahrtstrecke) in nördlicher Richtung von der Provinzhauptstadt Teruel entfernt. Das Klima ist trotz der Höhenlage gemäßigt bis warm; Regen (ca. 445 mm/Jahr) fällt übers Jahr verteilt.

## Bevölkerungsentwicklung
| Jahr      | 1857 | 1900 | 1950 | 2000 | 2017 |
| Einwohner | 228  | 237  | 316  | 70   | 94   |

Die Mechanisierung der Landwirtschaft sowie die Aufgabe bäuerlicher Kleinbetriebe und der daraus resultierende Verlust an Arbeitsplätzen haben seit der Mitte des 20. Jahrhunderts zu einer Landflucht geführt.

## Wirtschaft
Villahermosa del Campo ist traditionell landwirtschaftlich orientiert, wobei die Viehzucht die größte Rolle spielt. Auch Handwerker hatten sich im Ort niedergelassen. Der Tourismus in Form der Vermietung von Ferienwohnungen spielt kaum eine Rolle.

## Geschichte
Keltiberische, römische, westgotische und selbst maurische Spuren wurden bislang nicht entdeckt. Man nimmt an, dass die Gegend früher nur von Transhumanten als Sommerweide fürs Vieh aufgesucht wurde und dass erst allmählich eine Sesshaftwerdung erfolgte. Bis zum Jahr 1248 gehörte die Gegend zur Comunidad de Daroca.

## Sehenswürdigkeiten
- Die Kirche Santa María Magdalena ist ein aus Bruchsteinen errichteter Bau des 13. Jahrhunderts mit späteren Veränderungen. Der obere Teil des Glockenturms (campanar) besteht aus Ziegelsteinen und zeigt deutliche Anklänge an den Mudéjar-Stil. Die Vierung der stichkappengewölbten einschiffigen, aber mit Seitenkapellen versehenen Kirche ist überkuppelt. Der Hauptaltar ist ein Werk des aragonesischen Malers Juan de Huesca aus dem Jahr 1508; im Kirchenschiff (nave) stehen weitere barocke Altarretabel (retablos).[4]
- Die Ermita de los Santos Gervasio y Protasio, ein würfelförmiger barocker Bau aus der Zeit um 1740, befindet sich am Ortsrand. Es ist eine dreischiffige Kirche mit stichkappengewölbtem Mittelschiff und kreuzgratgewölbten Seitenschiffen.[5]

Umgebung
- Die Ermita de San Miguel steht mitten in den Feldern ca. 5 km außerhalb des Ortes.[6]